# Рада корінних народів
Рада корінних народів (СКН; кит.: 原住民族委員會; піньїнь: Yuánzhù Mínzú Wěiyuánhuì; Pe̍h-ōe-jī: Goân-chū-bîn-cho̍k Úi-oân-hōe), раніше відома як Рада у справах аборигенів — орган на рівні міністерства під керівництвом Виконавчого юаня в Тайвані (Китайська Республіка). Його було створено, щоб задовольнити потреби корінного населення країни, а також стати центральним інтерфейсом корінної громади з урядом.
Рада сприяє використанню та відродженню корінних мов Тайваню, підтримала законодавство, яке надає автономні землі корінним народам, зміцнила відносини між корінними групами Тайваню та іншими країнами та підвищила обізнаність про корінні культури. Серед його обов'язків — надання визнаного статусу корінним народам Тайваню.
Раду критикували як корінні, так і некорінні особи та групи. Ця критика, як правило, звинувачує Раду в неефективності та дискримінації корінного населення рівнин.

## Історія

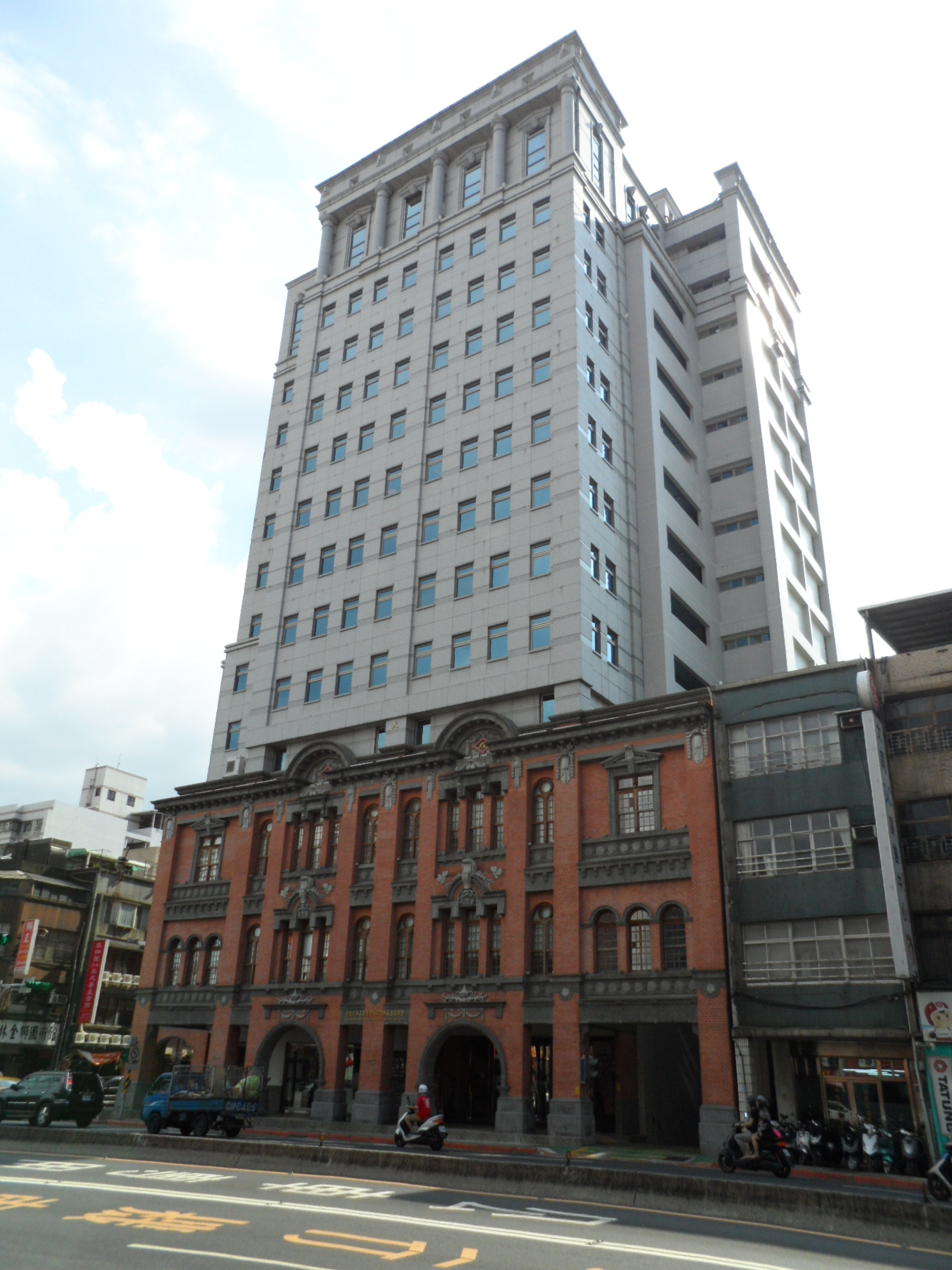
Колишнє місце розташування Ради корінних народів

Рада була створена 1 грудня 1996 року спочатку як Рада у справах аборигенів. 1 липня 1999 року Комісія у справах аборигенів уряду провінції Тайвань була включена до складу ради. Рада також перебрала від комісії управління Парком культури корінних народів. 4 січня 2002 року Законодавчий юань схвалив поправки до ради, а 25 березня того ж року рада була перейменована на Раду корінних народів.

## Лідерство
Як і всі органи кабінету міністрів під керівництвом Виконавчого юаня, Раду корінних народів очолює міністр, рекомендований прем'єр-міністром і призначений президентом.
Першим головою Ради у справах аборигенів був Хуа Чіачі. Його наступником у 2000 році став Йохані Іскакавут, давній борець за права корінного населення, керівник відділу загальних справ Теологічного коледжу Юшань і пресвітеріанський місіонер. Йохані пішов у відставку в 2002 році. Його наступник, Чень Чіеннянь, був комісаром округу Тайдун з 1993 по 2001 роки, на цій посаді він став відомим своєю відданістю справі покращення життя корінних народів.
4 лютого 2005 року Ченя звинуватили у фальсифікації виборів. Його звинуватили в купівлі голосів за свою доньку Чень Ін на парламентських виборах, які відбулися три місяці тому. Чень відкинув звинувачення, але, тим не менш, подав у відставку з посади голови. Його замінив Валіс Пелін. У 2007 році Іцян Парод став головою, а наступного року його змінив Чанг Дженьсян. Чанга критикували як корінне населення, так і законодавці всіх етнічних груп. Корінні протестувальники біля будівлі Ради вимагали Чанг піти у відставку, заявивши, що вона знехтувала правами корінних народів на землю та полювання. Протестувальники стверджували, що Чанг дозволив Раді з атомної енергії скидати ядерні відходи біля сіл корінного населення, і що уряд не дозволить народу Пуюма брати участь у традиційному щорічному полюванні без дозволу Бюро лісового господарства. Као Чін Сумей, законодавець від племені Атаял, також критикував Чанга. Пізніше Чанг розкритикували кілька інших законодавців, які поставили під сумнів її ефективність на своїй посаді, а також її відданість забезпеченню автономії для корінних народів.
У 2009 році головою ради став академік Сунь Тачуан. Його наступником у 2013 році став Лін Чанґ'ї, колишній заступник міністра ради.

## Племінне визнання
До створення того, що тоді називалося Радою у справах аборигенів, існувало дев'ять корінних народів, визнаних урядом Тайваню. Ці народи були класифіковані японською колоніальною владою, а позначення збереглися урядом Тайваню. У 2001 році було визнано тао. Наступного року сплінота кавалан стала першою спільнотою корінного населення рівнин, яку визнано. Труку, які раніше були класифіковані як атаял, були визнані у 2004 році. Однак це визнання було суперечливим; деякий сідіки, також класифіковані як атаяли, не вважали труку відміннимт від них і стверджували, що надання труку окремого статусу було політичним кроком. У 2007 році отримали визнання сакізая, які були класифіковані як аміс. Седік було офіційно відокремлено від атаял у 2008 році. Останні доповнення були в 2014 році, коли були визнані як хла'алуа, так і канаканаву.

### Пінпу
Серед корінних народів пінпу, або корінних жителів рівнин, офіційно визнані урядом були лише кавалан. На відміну від «гірських» або «високогірних» корінних народів, пінгпу були значною мірою асимільовані в ханьське суспільство, і вони, як правило, втратили офіційне визнання корінних народів після 1940-х років. Зусилля отримати визнання народів пінгпу від Ради корінних народів були в основному неефективними. Активісти пінпу кілька разів зверталися до Ради, але кожного разу рада мала причину не надати їм визнання. У 2009 році вимоги про визнання були відхилені на тій підставі, що закон надає статус корінного населення лише тим, чиї батьки були зареєстровані як корінні народи. Пізніше Рада заявила, що корінні народи рівнин повинні були зареєструватися в 1950-х і 1960-х роках, і порівняла сучасне пінгпу, яке шукає визнання, з «безпритульним жебраком, якого вигнав адміністратора храму», тайванською аналогією, яка використовується для опису того, хто намагається витіснити законного власника чогось. Рада вибачилася за аналогію, але активісти відмовилися прийняти вибачення. У 2010 році, після ще більшого невдоволення радою, активіст пінпу Лінь Шен'ї закликав уряд створити нове міністерство спеціально для справ пінпу.

## Боротьба за автономію
Історично однією з головних цілей Ради корінних народів було забезпечення автономії для корінних народів. Коли Йохані Іскакавут був головою, він працював над забезпеченням прав на землю для корінного населення Тайваню, сказавши: «Протягом свого терміну я буду намагатися, щоб права корінного населення на землю поважалися». Незважаючи на те, що автономія є однією з найбільш помітних проблем серед корінних народів, багато активістів вважають, що уряд Тайваню не досяг належного прогресу. У 2010 році, через десять років після завершення розробки першого законопроєкту про автономію корінних народів, він так і не був прийнятий. Сунь Тачуан, міністр Ради корінних народів, сказав, що законопроєкт буде прийнято протягом двох років. До вересня того ж року виконавчий юань прийняв законопроєкт, підтриманий Сунь Та-чуанем. Однак деякі активісти корінного населення були проти законопроєкту, стверджуючи, що уряд не приймав внесок від активістів корінного населення під час розробки законопроєкту, автономія все одно залежатиме від схвалення місцевих органів влади. У листопаді активісти заявили, що, незважаючи на законопроєкт, виконавчий юань не дбає про автономію, оскільки селища корінного населення мають стати округами в спеціальних муніципалітетах, у яких корінне населення більше не матиме самоврядування.

## Інші дії
Рада корінних народів підтримала зусилля із захисту та відродження мов, якими розмовляють корінні народи Тайваню. У 2001 році Рада замовила перші тести на знання корінних мов на Тайвані. У 2005 році рада встановила романізовану систему письма для всіх корінних мов Тайваню. Популярність щорічного іспиту пізніше почала падати; у 2009 році в іспиті на знання мов тао, саароа та тона рукай не було учасників, і відсоток тих, хто склав іспит, знизився на п'ять відсотків порівняно з попереднім роком. У 2013 році Рада опублікувала онлайн-словник семи корінних мов: бунун, сайсіят, цоу, труку, тхао, канаканаву та дао. Рада консультувалася зі старійшинами племен, носіями мов і лінгвістами, щоб створити словник. Рада залучила носіїв та носійок корінних мов для вивчення рівня розуміння та використання цих мов.
Рада корінних народів сприяла міжнародній солідарності серед корінних народів. Рада спонсорувала поїздку групи корінних народів Тайваню на 18-ту сесію Робочої групи з питань корінного населення, яку спонсорує ООН у 2000 році. Окрім політичних дій, рада підтримувала торгівлю, економічну співпрацю та культурний обмін з корінними народами Канади та народом маорі Нової Зеландії.
Після введення в дію закону 2000 року, який вимагав від тайванського уряду або виділяти часові проміжки на громадському телебаченні культурі та освіті корінного населення, або створити канал, присвячений виключно питанням корінного населення, рада почала наполягати на створенні каналу. У 2005 році канал нарешті був створений, ставши першим таким каналом в Азії. Корінні продюсери критикували канал, стверджуючи, що більшість програм створювалися не корінними народами.
Рада підготувала антологію літератури корінних народів, включаючи поезію, прозу та оповідання, а також історію літератури корінних народів Тайваню з 1951 року, і просувала цю антологію разом з іншими документами корінних народів, такими як історичні документи та усні історії.

## Критика
Рада зазнала критики за неефективність. У 2002 році Виконавчий Юань повідомив, що Рада створила служби зайнятості в районах з низькою концентрацією корінного населення, і що служби для зниження безробіття не були ефективними. У 2008 році законодавці корінних народів розкритикували раду за затримку законодавчих пропозицій.
У 2010 році Джейсон Пан, директор Тайванської асоціації з просування прав корінних народів рівнин, написав листа до ООН від імені правозахисних груп пінпу, у якому він попросив ООН розслідувати відмову уряду Тайваню, зокрема Рада корінних народів визнати пінпу корінними народами.
Молоді активісти корінного населення розкритикували раду за недостатню прозорість щодо договору про обслуговування через протоку.

## Організаційні структури
- Відділ планування
- Відділ освіти і культури
- Відділ охорони здоров'я та соціального забезпечення
- Відділ господарського та громадського будівництва
- Відділ землеустрою
- Бюро парку культури

## Міністри

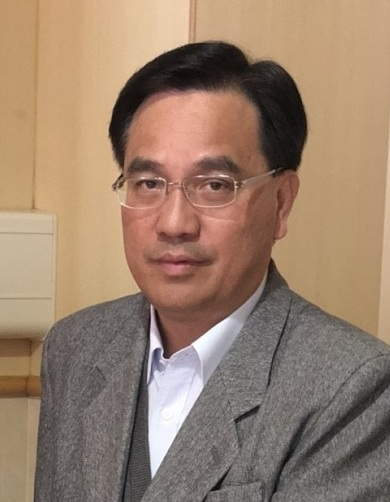
Іцян Парод, діючий міністр Ради корінних народів

Політична партія:
  Гоміндан  Демократична прогресивна партія  Безпартійні  Безпарійний союз солідарності
| Ні. | Ім'я                                   | Термін повноважень  | Термін повноважень  | днів | Політична партія                  | Етнічна приналежність | Кабінет                          |
| --- | -------------------------------------- | ------------------- | ------------------- | ---- | --------------------------------- | --------------------- | -------------------------------- |
| 1   | Хуа Цзячі (華加志)                     | 1 червня 1996 року  | 20 травня 2000 року | 1449 | Гоміндан                          | Пайван                | Лянь Чажань Сяо Ваньчан          |
| 2   | Йохані Іскакавут (尤哈尼·伊斯卡卡夫特) | 20 травня 2000 року | 1 лютого 2002 р     | 622  | Демократична прогресивна партія   | Бунун                 | Тан Фей Чан Чуньсю               |
| 3   | Чень Цзяньнянь (陳建年)                | 1 лютого 2002 р     | 10 березня 2005     | 1133 | Незалежний                        | Пуюма                 | Ю Сікунь Сє Чантін               |
| 4   | Воліс Перін (瓦歷斯·貝林)              | 10 березня 2005     | 21 травня 2007 р    | 802  | Позапартійний союз «Солідарність» | Сідік                 | Сє Чантін Су Чжзенчан            |
| 5   | Іцян Парод (夷將·拔路兒)               | 21 травня 2007 р    | 20 травня 2008 р    | 365  | Демократична прогресивна партія   | Еміс                  | Чан Чзюньсюн                     |
| 6   | Чанг Дженсян (章仁香)                  | 20 травня 2008 р    | 10 вересня 2009 р   | 478  | Гоміндан                          | Еміс                  | Лю Чжаосюаньь                    |
| 7   | Паелабанг Данапан (孫大川)             | 10 вересня 2009 р   | 31 липня 2013 р     | 1420 | Незалежний                        | Пуюма                 | У Дуньї Чень Чун Цзян Їхуа       |
| 8   | Маяв Донгі(林江義)                     | 1 серпня 2013 р     | 20 травня 2016 р    | 1023 | Гоміндан                          | Еміс                  | Цзян Їхуа Мао Чжіго Чан Шаньчжен |
| (5) | Іцян Парод (夷將·拔路兒)               | 20 травня 2016 р    | Діючий              | 3204 | Демократична прогресивна партія   | Еміс                  | Лінь Цюань Лай Цінде Су Чженьчан |

## Доступ
До будівлі ради можна дістатися зі станції метро Xinzhuang Fuduxin в аеропорту.